# 그 후로도 오랫동안 (영화)
"그 후로도 오랫동안"은 1989년에 개봉한 대한민국의 영화이다.

## 캐스팅
- 강수연 : 선우수미 역
- 정보석 : 윤진우 역
- 김영철 : 이현욱 역
- 김세준 : 서강호 역
- 주용만
- 엄도일
- 김하림
- 양택조
- 이해룡
- 한영수
- 최종원
- 주호성
- 이인옥
- 조주미
- 유명순
- 박예숙
- 김경란
- 문미봉
- 박부양
- 이석구
- 정영국
- 권병준